# Otisville (Michigan)
Otisville ist ein Village im Genesee County im US-amerikanischen Bundesstaat Michigan. Das U.S. Census Bureau hat bei der Volkszählung 2020 eine Einwohnerzahl von 819 ermittelt.

## Geografie
Gemäß dem United States Census Bureau besitzt die Stadt eine Gesamtfläche von 2,5 km².

## Demografie
Laut Volkszählung 2000 leben in Otisville 882 Menschen in 343 Haushalten und 244 Familien. Die Bevölkerungsdichte betrug 352,8 pro km².

## Historisches
Otisville ist Teil des Forest Township Genesee.

## Bildung
Otisville verfügt über die Otisville High.